# 吉田隆子
吉田 隆子（よしだ たかこ、1910年2月12日 - 1956年3月14日）は、日本の作曲家。阪隆、吉田たか子、西加奈子、吉原澄、吉原澄子の名義で活動していたこともある。

## 経歴
東京府荏原郡目黒村大字目黒（現・東京都目黒区上目黒・駒場）580番地に生まれる。父の吉田平太郎は陸軍少将で陸軍騎兵実施学校校長。兄に飯島正がいる。
4歳から山田流箏曲を習う。青山師範学校附属尋常小学校（現・東京学芸大学附属世田谷小学校）入学。1919年、父の渡満に伴い一家で東京市芝区高輪南町に転居、南高輪尋常小学校（現・森村学園初等部）に転校。
日本女子大学附属高等女学校（現・日本女子大学附属中学校・高等学校）入学。納所弁次郎からピアノを習う。一家で大久保百人町に転居。日本女子大学附属高等女学校卒業。
兄の正の意向で人形劇団プークの鳥山榛名と婚約させられるも、のち隆子から破談にする。鳥山は後に隆子の妹の敏子と結婚した。
音楽学者の田村寛貞のもとでハーモニーを習い、南葵音楽文庫に通って音楽を学び、アテネフランセでフランス語を習う。
人形劇サークル「ラ・クルーボ」での活動を経て、1931年、築地小劇場に通い始め、久保栄と出会う。
1927年、ピアノを在日フランス人のローゼンスタントに師事。のち橋本國彦の門人となり、1931年、デビュー作「カノーネ」の楽譜が橋本の推薦で『音楽世界』誌の付録ページに登場。やがて橋本に不満をもつようになり、菅原明朗の門下に入り、深井史郎や服部正、近藤柏次郎と交流。阪隆名義による論文「本邦作曲界、及びそれに附随せるミュージック・ジャーナリズムに就いての小論」が『音楽世界』懸賞論文の2等（1等なし）に入選し、『音楽世界』1932年1月号に掲載される。
1930年から1932年まで、洋画家の三岸好太郎と不倫の関係となる。1932年、まだ三岸と交際していた時に人形劇団プークの高山貞章と知り合い、同年10月に結婚。
1932年からプロレタリア音楽同盟に参加。1933年8月、反戦運動のための募金活動に参加し、高山とともに警視庁築地署に逮捕される。
1934年、プロレタリア音楽同盟東京支部長代理となるが、同年、プロレタリア音楽同盟そのものが解散となる。
1935年、高山と別居。1936年に離婚。同年から20年間にわたり、既婚の久保栄と不倫の関係となる。
1935年、楽団創生をみずから設立、バルトークやショスタコーヴィチ、ムソルグスキー、ドワイヤン、ダヴィデンコ、ジャヌカン、さらに自分の作品を演奏させる。
1940年、治安維持法違反容疑で4度目の逮捕、慢性腹膜炎により5ヶ月後に保釈。楽団創生は活動停止に至る。
戦時中は反戦主義者にもかかわらず、大政翼賛的な日本音楽文化協会の作曲部に正会員として参加している。
戦後に音楽活動を再開するが、1950年にNHK出演者レッドパージ対象者とされる。
1955年、内臓疾患で入退院を繰り返す。翌年、癌性腹膜炎で死去。

## 作品
日本近代音楽館、北海道立文学館（劇音楽）所蔵。

### 舞台音楽
- 人形劇音楽『裸の王様』（1930年）
- 人形劇音楽『勇敢なる兵士シュベイクの冒険』（1931年）
- 人形劇音楽『お月様のお話』（1931年）
- 人形劇音楽『ドン・キホーテ』（1933年）
- 舞踊音楽『春妖夢』（白井鐵造 台本、1935年）
- 劇音楽『ファウスト』（ヨハン・ヴォルフガング・フォン・ゲーテ、久保栄 訳、1935-1936年）
- 劇音楽『群盗』（フリードリヒ・フォン・シラー、久保栄 訳、1936年）
- 劇音楽『火山灰地』（久保栄、1938年）
- 劇音楽『林檎園日記』（久保栄、1947年）

### 歌曲
- ポンチポンチの皿廻し（中村正常、1931年）
- 鍬（一田アキ、1932年）
- 2つの悲しい小唄（堀口大学、1932年）
  1. 月夜
  2. アルルカンの悲しみ ― カーナバル
- 雪 ― 子守唄風に（三好達治、1932年）
- 田をうないつつ（北山雅子、1932年）
- 2つの短歌による組曲（石川啄木、1933年）
- 死んだ娘のうた（森山啓、1934年）
- 貝殻墓地（後藤郁子、1935年）
- 蚤の歌（ゲーテ、久保栄 訳、1935年）
- メフィストフェレスの小夜曲（ゲーテ、久保栄 訳、1935年）
- ヘクトールの別れの歌（シラー、久保栄 訳、1936年）
- 生活（小倉雪江、1936年）
- 組曲『道』（1946年）
  1. 樹（中村敏江）
  2. 鍬（中野鈴子）
  3. 頬（竹内てるよ）
  4. 手（小倉雪江）
- 君死にたもうことなかれ（与謝野晶子、1949年）
- 晶子祭（日本女詩人会、1949年）
- お百度詣（大塚楠緒子、1953年）
- オペラ『君死にたもうことなかれ』より「わが恋は」（与謝野晶子、1954年）

### 合唱曲
- 兵士を送る（村田達夫、1932年）
- 小林多喜二追悼の歌（佐野嶽夫、1933年）
- 年老いし彼は商人（石川啄木、1936年）
- 底流（吉田隆子 編詩、1938年）
  1. ばらーど
  2. 六歩の中
  3. 鉄はこうして
- 晶子祭（日本女詩人会、1949年）
- お百度詣（大塚楠緒子、1953年）

### 器楽曲
- ピアノのための『カノーネ』（1931年）
- 弦楽四重奏曲『ソナチネ』（1932年）
- 2挺のヴァイオリンのための『青年の歌』（1933年）
- 弦楽合奏とティンパニーのための『無題』（1935年）
- ピアノのための『バラード』（1937年）
- 組曲『北国の季節から』（1947年）
- ヴァイオリンソナタ ニ調（1952年）
- ヴァイオリンのための『お百度詣』（1953年）

## 著書
- 『音楽の探求』真善美社、1948年 doi:10.11501/1125226 ; 改訂版、理論社、1956年 doi:10.11501/2480316